# Distributismus
Distributismus ist eine ökonomische Philosophie in Opposition zu den Wirtschaftssystemen des Kapitalismus und des Sozialismus.

## Geschichte
Der Distributismus wurde ab dem späten 19. Jahrhundert insbesondere von katholischen Denkern wie Gilbert Keith Chesterton oder Hilaire Belloc geprägt. Ausschlaggebend waren für seine Entwicklung teils auch päpstliche Lehren, wie die von Papst Leo XIII. verfasste Enzyklika Rerum Novarum.
Den distributistischen Vorstellungen zufolge sollte der Besitz von Produktionsmitteln so weit wie möglich in der Bevölkerung verteilt sein, statt sich im zentralen Besitz des Staates (wie im Staatssozialismus) oder einer begrenzten Zahl von Individuen (wie auch im Kapitalismus) befinden. Unter diesem System wären die meisten Menschen in der Lage, ihren Lebensunterhalt, beispielsweise in Form von Familienunternehmen, selbst zu erwirtschaften, ohne auf die Nutzung fremden Eigentums angewiesen zu sein.
Belloc und Chesterton begründeten die meisten ihrer Empfehlungen mit Erörterungen mittelalterlichen Wirtschaftens vor der Entwicklung der kapitalistischen Philosophie, wie sie zuerst von Jean Quidort in seiner Hauptschrift Über königliche und päpstliche Gewalt dargelegt wurde.
In den USA der 1930er Jahre wurde Distributismus anhand vieler Essays von Chesterton, Belloc und anderen Autoren vor allem in der American Review erörtert. Da viele Anhänger der Philosophie damals ihre Positionen mit antisemitischen Ressentiments mit Verweisen zur Rolle des Judentums im Mittelalter belegten, geriet der Distributismus ab den 1950er Jahren in der breiten Bevölkerung zunehmend in Vergessenheit.
Heutzutage wird der Distributismus von Gruppen wie der Piusbruderschaft und der katholischen Jugendbewegung vertreten. Zuletzt griff auch der Schriftsteller Michel Houellebecq die Philosophie in seinem Roman Unterwerfung auf.